# 宇田川新一
宇田川 新一（うだがわ しんいち、1947年 - ）は、日本の防衛官僚。防衛施設庁次長や、防衛庁人事教育局長、防衛庁契約本部長を務めた。退官後、財団法人防衛調達基盤整備協会理事長。

## 人物・経歴
千葉県出身。1971年中央大学法学部卒業、防衛庁入庁、長官官房総務課。1997年防衛施設庁横浜防衛施設局長。1998年防衛庁調達実施本部副本部長。2000年防衛施設庁次長。2002年防衛庁人事教育局長。2003年防衛庁契約本部長。2005年退官、財団法人防衛調達基盤整備協会理事長。2017年瑞宝中綬章受章。

## 略歴
- 1971年　防衛庁入庁
- 長官官房環境保全課部員
- 長官官房法制調査官付部員
- 防衛局調査第二課部員
- 長官官房総務課部員
- 京都府警察本部交通企画課長
- 防衛局計画官付部員
- 人事局人事第一課部員
- 長官官房総務課部員
- 長官官房企画官
- 技術研究本部総務部会計課長
- 1989年6月　経理局監査課長
- 1992年6月　装備局武器需品課長
- 1993年7月　内閣審議官,
- 1995年6月　技術研究本部総務部長
- 1996年8月　長官官房防衛審議官
- 1997年8月　横浜防衛施設局長
- 1998年　調達実施本部副本部長
- 2000年　防衛施設庁次長
- 2002年　人事教育局長
- 2003年　契約本部長
- 2005年　退官

## 同期
- 守屋武昌、太田述正、小林誠一。